# Pteronymia nigricans
Pteronymia nigricans är en fjärilsart som beskrevs av Richard Haensch 1905. Pteronymia nigricans ingår i släktet Pteronymia och familjen praktfjärilar. Inga underarter finns listade.